# Saga de Hrana hrings
La Saga de Hrana hrings es una de las sagas de los islandeses. De autoría anónima, fue escrita en los siglos XIII-XIV, pero sólo se dispone de copias del siglo XIX. El historiador Konrad Maurer sugirió que el autor fue Jón Espólin, pero existe una versión temprana de Þorleifur Jónsson publicado por Kaupmannahöfn en 1874.